# Prix Subaru de littérature
Le prix Subaru de littérature (すばる文学賞, Subaru bungaku shō) est une distinction littéraire japonaise décernée par l'éditeur Shueisha depuis 1975.
On l'attribue à de nouveaux auteurs et il est ouvert au public. Basé sur une méfiance des vues conventionnelles de la littérature, il invite les participants qui le désirent à aborder les questions centrales, de plus en plus complexes, de notre temps. L'originalité et un style unique sont primordiaux dans son attribution.

## Lauréats
| Année | Lauréat | Traduction française                |
| ----- | --- | ----------------------------------- |
| 1977  | non décerné | -                                   |
| 1977  | Mention honorable Tomiko Hara, Hitori (一人)                                                                   | -                                   |
| 1978  | Yōko Mori, Joji (情事)                                                                                         | -                                   |
| 1978  | Ryo Yoshikawa, Jibun no senjo (自分の戦場)                                                                     | -                                   |
| 1978  | Mention honorable Kenshi Io, Umi no muko no chi（海の向うの血）                                                | -                                   |
| 1979  | Yoshiyuki Matsubara, Kyoto yo waga jonen no harukana hisho o sasae yo (京都よ、わが情念のはるかな飛翔を支えよ) | -                                   |
| 1980  | Eiki Matayoshi, Gin'nemu yashiki (ギンネム屋敷)                                                                | -                                   |
| 1980  | Mention honorable Akira Sasakura, Umi o koeta monotachi (海を越えた者たち)                                     | -                                   |
| 1981  | Yohei Honma, Kazoku game (家族ゲーム)                                                                          | -                                   |
| 1982  | Hiroshi Mikami, Mikka shibai (三日芝居)                                                                        | -                                   |
| 1982  | Ikko Date, Saya no iru toshizu (沙耶のいる透視図)                                                              | -                                   |
| 1983  | Shōgo Satō, Eien no nibun no ichi (永遠の１/２)                                                                | -                                   |
| 1983  | Takaki Hiraishi, Niji no Kamakura (虹のカマクーラ)                                                             | -                                   |
| 1984  | non décerné | -                                   |
| 1984  | Mention honorable Munenori Harada, Omae to kurasenai (おまえと暮らせない)                                      | -                                   |
| 1984  | Mention honorable Kaoru Fuyuki, Tenhoku no shijin tachi (天北の詩人たち)                                       | -                                   |
| 1985  | Hideshi Eba, Gogo no matsuri (午後の祠り)                                                                      | -                                   |
| 1985  | Iori Fujiwara, Dakkusufunto no wapu (ダックスフントのワープ)                                                   | -                                   |
| 1986  | Michiko Honji, Juroku sai no marine blue (十六歳のマリンブルー)                                                | -                                   |
| 1987  | Ichiyo Kuwabara, Cross road (クロス・ロード)                                                                   | -                                   |
| 1987  | Yuko Matsumoto, Kyoshoku sho no akenai yoake (拒食症の明けない夜明)                                            | -                                   |
| 1988  | non décerné | -                                   |
| 1989  | Hitonari Ysuji, Pianisimo (ピアニシモ)                                                                         | Pianissimo pianissimo, Phébus, 2008 |
| 1989  | Hiroaki Nara, Chin don jan (チン・ドン・ジャン)                                                                | -                                   |
| 1989  | Mention honorable Minako Asaga, Yume yori motto genjitsuteki na otogibanashi（夢よりもっと現実的なお伽噺)      | -                                   |
| 1990  | Gitan Otsuru, Splash (スプラッシュ)                                                                            | -                                   |
| 1990  | Arika Shimizu, Kakumei no tameno sound track (革命のためのサウンドトラック)                                    | -                                   |
| 1990  | Kazuhiro Yamamuro, Kapten no seiza（キャプテンの星座)                                                          | -                                   |
| 1991  | Yuki Yoahino, Yokan (予感)                                                                                     | -                                   |
| 1991  | Mention honorable Takamaru Nikawa, Binetsu okami shojo (微熱狼少女)                                            | -                                   |
| 1992  | Akiko Nirei, Tulip no tanjobi (チューリップの誕生日)                                                           | -                                   |
| 1992  | Mention honorable Akira Takiguchi, Madou asa (惑う朝)                                                          | -                                   |
| 1993  | Hikima Tetsu, 19 fun 25 byo (１９分２５秒)                                                                     | -                                   |
| 1994  | non décerné | - fr                                |
| 1995  | Yukiko Chino, Hang Suin no tsuki (韓索音（ハン・スーイン）の月)                                                | -                                   |
| 1995  | Kyoko Hirotani, Fuzui no ie (不随の家)                                                                         | -                                   |
| 1996  | David Zoppetti (en), Ichigensan (en) (いちげんさん)                                                            | -                                   |
| 1997  | Yasuko Iwasaki, Seken shirazu (世間知らず)                                                                     | -                                   |
| 1997  | Hiroko Shimizu, Machi no zahyo (街の座標)                                                                      | -                                   |
| 1998  | Chika Adachi, Anata ga hoshi/Je te veux (あなたがほしい)                                                       | -                                   |
| 1999  | Nori Nakagami, Kanojo no purenka (彼女のプレンカ)                                                              | -                                   |
| 1999  | Tomohiko Kusumi, Zero sai no shijin (零歳の詩人)                                                               | -                                   |
| 2000  | Yoshihisa Suehiro, To (塔)                                                                                     | -                                   |
| 2000  | Hidenori Ohisa, Romantic (ロマンティック)                                                                      | -                                   |
| 2001  | Hidenori Ohisa, Romantic (ロマンティック)                                                                      | -                                   |
| 2002  | Yuki Kurita, Hasamibesu (ハサミベス)                                                                           | -                                   |
| 2002  | Mizuho Oda, Steel (スティール)                                                                                 | -                                   |
| 2002  | Mention honorable Shota Takemura, Plastic summer（プラスティック・サマー)                                      | -                                   |
| 2003  | Hitomi Kanehara, Hebi ni piasu (蛇にピアス)                                                                    | - Serpents et Piercings, Grasset    |
| 2003  | Hinata Chikami, Danboru boat de kaigan (ダンボールボートで海岸)                                                | -                                   |
| 2004  | Yuya Asakura, Shiro no hoko (白の咆哮)                                                                         | -                                   |
| 2004  | Taiko Nakajima, Kanpo shosetsu (漢方小説)                                                                      | -                                   |
| 2005  | Chihiro Takase, Odoru namazu (踊るナマズ)                                                                      | -                                   |
| 2006  | Yoshie Seto, Maboroshi o naguru (幻をなぐる)                                                                   | -                                   |
| 2006  | Mention honorable Kiyotaka Yoshihara, Teba shanku (テーバー・シャンク)                                         | -                                   |
| 2007  | Wataru Sumiya, Power kei 181 (パワー系１８１)                                                                  | -                                   |
| 2007  | Hika Harada, Hajimaranai tea time (はじまらないティータイム)                                                   | -                                   |
| 2008  | Hirofumi Amano, Haiiro neko no firumu (灰色猫のフィルム)                                                       | -                                   |
| 2008  | Mention honorable Kaori Hanamaki Akai kasa (赤い傘)                                                            | -                                   |
| 2009  | Yusuke Kimura, Umineko tsurīhausu (海猫ツリーハウス)                                                           | -                                   |
| 2009  | Mention honorable Yūjū On Kō sa kō rai uta (好去好来歌)                                                        | -                                   |
| 2010  | Yukari Yoneda, Toronpuruiyu no hoshi (トロンプルイユの星)                                                      | -                                   |
| 2011  | Yusuke Sawanishi, Furamingo no mura (フラミンゴの村)                                                           | -                                   |
| 2012  | Kō Shinjo, Kyōshō teitaku (狭小邸宅)                                                                           | -                                   |
| 2012  | Yōko Takahashi Kogane no niwa (黄金の庭)                                                                       | -                                   |
| 2013  | Akiko Okuda , Hidari meniutsuru-boshi (左目に映る星」[注 18)                                                   | -                                   |
| 2013  | Kosuke Kinjo Kyōju to shōjo to renkinjutsu-shi, (教授と少女と錬金術師)                                         | -                                   |
| 2014  | Yō Adachi, Shima to jinrui (島と人類)                                                                          | -                                   |
| 2014  | Ryōhei Uemura Mizu umi no hō e (みずうみのほうへ)                                                              | -                                   |
| 2015  | Hiromi Kurona, Onsen yōsei (温泉妖精)                                                                          | -                                   |
| 2015  | Mention honorable Mika Takebayashi Ji ni michiru (地に満ちる)                                                  | -                                   |
| 2016  | Sakuko Harumi, Sōiu ikimono (そういう生き物)                                                                   | -                                   |
| 2016  | Mention honorable Momoko Fukuda En (えん)                                                                      | -                                   |
| 2017  | Miya Yamaoka, Kōten (光点)                                                                                     | -                                   |
| 2017  | Mention honorable Maiko Usatsuka Asobu yūrei' (遊ぶ幽霊)                                                       | -                                   |
| 2018  | Kei Suga, Warumon (わるもん)                                                                                   | -                                   |
| 2019  | Shunko Takase, Inu no katachi o shite iru mono (犬のかたちをしているもの)                                      | -                                   |
| 2020  | Mitsuko Kizaki , Konjuji (コンジュジ)                                                                          | -                                   |
| 2021  | Mimi Nagai, Mishin to kingyo (ミシンと金魚)                                                                    | -                                   |
| 2021  | Mention honorable Natsuho Ishida Ga ga tomo, Sumisu (我が友、スミス)                                           | -                                   |
| 2022  | Asako Otani, Garandō (がらんどう)                                                                              | -                                   |
| 2023  | Stephanie-Kanto Ota, Midori i seki (みどりいせき)                                                              | -                                   |
| 2024  | Rikka Higuchi, Awa ( ) no ko (泡（）の子)                                                                      | -                                   |
| 2024  | Mention honorable Hitomi Shinzaki Dansu wa hen'na hō ga ī (ダンスはへんなほうがいい)                           | -                                   |

## Prix Subaru pour un premier roman
Prix Subaru pour un premier roman (小説すばる新人賞, Shōsetsu Subaru shinjin shō)
| Année | Lauréat                                                                          | Traduction française |
| ----- | -------------------------------------------------------------------------------- | -------------------- |
| 1988  | Shūichi Yamamoto, Kawa no koe (川の声)                                           | -                    |
| 1988  | Junji Hasegawa, Kochira Nomu (こちらノーム)                                      | -                    |
| 1989  | Mangetsu Hanamura, God bureisu monogatari (ゴッド・ブレイス物語)                 | -                    |
| 1989  | Wataru Kusanagi, Kusakoji Takamaro no toho kenbunroku (「草小路鷹麿の東方見聞録) | -                    |
| 1990  | Setsuko Shinoda, Kinu no henyo (絹の変容)                                        | -                    |
| 1991  | Yoshimitsu Takuki, Maria no chichioya (マリアの父親)                             | -                    |
| 1991  | Minako Fuji, Ryoshu fu (涼州賦)                                                  | -                    |
| 1992  | Yu Yoshitomi, Suna dokei (砂時計)                                                | -                    |
| 1993  | Ken'ichi Isato, Jaga ni natta otoko (ジャガーになった男)                         | -                    |
| 1993  | Yuka Murayama, Tenshi no tamago (天使の卵)                                       | -                    |
| 1994  | Ayumu Ueno, Koibito to issho ni narudesho (恋人といっしょになるでしょう)         | -                    |
| 1994  | Yuki Fujimoto, Hotai o maita eve (包帯をまいたイヴ)                              | -                    |
| 1995  | Tomoko Saotome, Baba no shozo (バーバーの肖像)                                   | -                    |
| 1995  | Makiko Takeya, Eibunka A tō Z (英文科ＡトゥＺ)                                   | -                    |
| 1996  | Minami Morimura, Roko no inu (陋巷の狗)                                          | -                    |
| 1997  | Tatsuya Kumagai, Wenkamui no tsume (ウエンカムイの爪)                            | -                    |
| 1997  | Hiroshi Ogiwara, Ororo batake de tsukamaete (オロロ畑でつかまえて)               | -                    |
| 1998  | Yo Ikenaga, Hashiru Jiisan (走るジイサン)                                        | -                    |
| 1998  | Tomoso Nonaka, Pan no naru umi hi no mau sora (パンの鳴る海、緋の舞う空)         | -                    |
| 1999  | Makoto Takeuchi, Sokotsu kenju (粗忽拳銃)                                        | -                    |
| 2000  | Shun-ichi Doba, Hachi nen (8年)                                                  | -                    |
| 2001  | Takeshi Matsuki, Jockey (ジョッキー)                                             | -                    |
| 2002  | Hisashi Sekiguchi, Purizumu no natsu (プリズムの夏)                              | -                    |
| 2003  | Yukihisa Yamamoto, Warau maneki neko (笑う招き猫)                                | -                    |
| 2004  | Aki Misaki, Tonari machi senso (となり町戦争)                                    | -                    |
| 2005  | Chisa Asukai, Haru ga ittara (はるがいったら)                                    | -                    |
| 2006  | Satori Muzumori, Dekai tsuki dana (でかい月だな)                                 | -                    |
| 2007  | Sumiki Amano, Momoyama beat toraibu (桃山ビート・トライブ)                       | -                    |
| 2008  | Akane Chihaya, Sakana-shin (魚神)                                                | -                    |
| 2008  | Takashi Yano Jashū (蛇衆)                                                        | -                    |
| 2009  | Ryō Asai, Kirishima, bukatsu yameru tte yo (桐島、部活やめるってよ)              | -                    |
| 2009  | Chieko Kawahara Shiroi hana to tori-tachi no inori (白い花と鳥たちの祈り)        | -                    |
| 2010  | Tomomi Hatano, Kokudō-zoi no famiresu (国道沿いのファミレス)                     | -                    |
| 2010  | Yorio Yasuda Taburakashi (たぶらかし)                                            | -                    |
| 2011  | Nagamichi Hashimoto, Sara no yawarakana kyōsha (サラの柔らかな香車)              | -                    |
| 2012  | Kaoru Yukinari, Na mo naki sekai no endorōru (名も無き世界のエンドロール)        | -                    |
| 2012  | Riu Kushiki Aka to shiro (赤と白)                                                | -                    |
| 2013  | Suō Yanagi, Hachigatsu no aoi chō (八月の青い蝶)                                 | -                    |
| 2014  | Risei Nakamura, Sabaku no ao ga tokeru yoru (砂漠の青がとける夜)                 | -                    |
| 2015  | Yū Watanabe, Rameruno erikisa (ラメルノエリキサ)                                 | -                    |
| 2016  | Yū Aoba, Hoshininegaiwo, soshite te o (星に願いを、そして手を)                   | -                    |
| 2017  | Mio Adan, Tenryūin Akiko no nikki (天龍院亜希子の日記)                           | -                    |
| 2018  | Takuya Masushima, Yamiyo no soko de odore (闇夜の底で踊れ)                       | -                    |
| 2019  | Nao Uebata, Shamonu ma no shima (しゃもぬまの島)                                 | -                    |
| 2019  | Shizuku Satō Kotonoha wa, nokorite (言の葉は、残りて)                            | -                    |
| 2020  | Fumi Suzumura, Yaguradaiko ga kikoeru (櫓太鼓がきこえる)                         | -                    |
| 2021  | Hajime Nagahara, Kōringu yū (コーリング・ユー)                                   | -                    |
| 2022  | An Aonami, Yanfa no uta (楊花の歌)                                               | -                    |
| 2023  | Yū Aizaki, Sakanobo Jō No Sakana (遡上の魚)                                      | -                    |
| 2023  | Minazuki Jinno Ga zā mon (我拶もん)                                              | -                    |
| 2024  | An'na Sudō, Gunnai Natalie Clover (グッナイ・ナタリー・クローバー)               | -                    |

## Sources
- Literary Prize News 2006 no.2